# سوبر بول
السوبر بول (بالإنجليزية: Super Bowl) هي مباراة البطولة السنوية للرابطة الوطنية لكرة القدم وتُلعب في أوائل فبراير. تُعد هذه المباراة مباراة التتويج للموسم العادي الذي يبدأ أواخر صيف العام الذي يسبقه.
أنشئت اللعبة كجزء من اتفاقية الاندماج بين رابطة كرة القدم الأميركية ومنافسها اتحاد كرة القدم الأمريكية. اتُفق على أن يبدأ الفريقان البطلان اللعب في مباراة بطولة الرابطة والاتحاد الوطنيين لكرة القدم السنوية حتى بدأ الاندماج رسميًا في عام 1970. لُعبت المباراة الأولى في 15 يناير 1967 بعد أن أكمل كل من الدوريين موسم عام 1966. بعد الاندماج، أعيد تسمية كل دوري على أنه قسم، ومنذ ذلك الحين لُعبت المباراة بين أبطال القسمين لتحديد بطل الدوري في اتحاد كرة القدم الأميركي. يقيد اتحاد كرة القدم الأميركي استخدام علامته التجارية سوبر بول، ويشار إليه كثيرًا باسم اللعبة الكبيرة أو مصطلحات عامة أخرى من قبل الشركات غير الراعية.
يُعد كل من نيوإنجلاند بيتريوتس وبيتسبرغ ستيلرز حاملي أكبر عدد من ألقاب بطولة سوبر بول بستة ألقاب لكل منهما. يُعد باتريوتس أكثر من ظهر في لعبة سوبر بول برصيد 11 ظهور. تتعادل الرابطة الوطنية لكرة القدم والاتحاد الأمريكي لكرة القدم بسبعة وعشرين فوزًا في سوبر بول.
يُعد حدث سوبر بول ثاني أكبر يوم لاستهلاك الطعام في الولايات المتحدة، بعد يوم عيد الشكر. بالإضافة إلى ذلك، كان حدث سوبر بول في كثير من الأحيان هو البث التلفزيوني الأمريكي الأكثر مشاهدة في العام؛ البث السابع الأكثر مشاهدة في تاريخ التلفزيون الأمريكي هو مباريات السوبر بول. في عام 2015، أصبحت مباراة سوبر بول التاسعة والأربعين البرنامج التلفزيوني الأمريكي الأكثر مشاهدة في التاريخ بجمهور بلغ 114.4 مليون مشاهد، وهي المرة الخامسة التي تسجل فيها اللعبة رقمًا قياسيًا خلال ست سنوات. تُعدّ مباراة سوبر بول أيضًا من بين الأحداث الرياضية الأكثر مشاهدة في العالم، وتحتل المرتبة الثانية بعد نهائي دوري أبطال أوروبا باعتباره الحدث الرياضي السنوي الأكثر مشاهدة في جميع أنحاء العالم.
يعد وقت البث التجاري خلال بث مباراة سوبر بول هو الأغلى في العام بسبب نسبة المشاهدة المرتفعة، ما يؤدي إلى تطوير الشركات بانتظام لإعلاناتها الأغلى ثمنًا لهذا البث. أصبحت مشاهدة ومناقشة الإعلانات التجارية للبث جانبًا مهمًا من الحدث. بالإضافة إلى ذلك، أدى المطربون والموسيقيون المشهورون عروضهم خلال احتفالات ما قبل المباراة وفترة الاستراحة.

## الأصل
لمدة أربعة عقود بعد بدايتها عام 1920، نجح اتحاد كرة القدم الأميركي في صد العديد من البطولات المنافسة. في عام 1960، واجه اتحاد كرة القدم الأميركي أخطر منافسيه عندما شُكلت رابطة كرة القدم الأمريكية. تنافس اتحاد كرة القدم الأميركي مع رابطة كرة القدم الأميركي للاعبين والمشجعين. كانت لعبة بول الأصلية هي لعبة روز بول في باسادينا، كاليفورنيا، التي لُعبت لأول مرة في عام 1902 باسم منافسة كرة القدم بين الشرق والغرب كجزء من منافسة باسادينا لفرق روز وانتقلت إلى ملعب روز بول الجديد. في عام 1923 حصل الاستاد على اسمه من حقيقة أن اللعبة التي لُعبت هناك كانت جزءًا من بطولة روز وأنها كانت على شكل وعاء، مثل وعاء ييل في نيو هيفن، كونيتيكت. أصبحت منافسة كرة القدم بين فرق روز تُعرف في النهاية باسم لعبة روز بول. لاستغلال شعبية لعبة روز بول، أنشئت مسابقات كرة القدم الجامعية لما بعد الموسم لميامي (أورانج بول) ونيو أورلينز (شوغار بول) وإل باسو (صن بول) في عام 1935، ودالاس (كوتون بول) في عام 1937. في الوقت الذي لُعبت فيه أول لعبة سوبر بول، كان مصطلح بول لأي لعبة كرة قدم أمريكية كبيرة قد أصبح راسخًا.

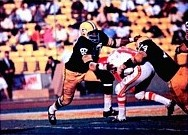
ألحق فريق الباكرز الهزيمة بالتشيفس في أول مباراة بطولة سوبر بول دوري كرة القدم الأمريكية-الدوري الوطني لكرة القدم

بعد الموسم الافتتاحي لدوري كرة القدم الأمريكية، أرسل مفوض رابطة كرة القدم الأمريكية جو فوس دعوة إلى اتحاد كرة القدم الأميركي في 14 يناير 1961 لجدولة مباراة مباراة فاصلة عالمية بين بطلي الدوري، بدءًا من موسم 1961 اللاحق. إذا لُعبت أول مباراة فاصلة في العالم، فستضاهي مباراة هيوستن أويلرز مقابل جرين باي باكرز. استغرق الأمر ستة مواسم أخرى حتى تصبح هذه الفكرة حقيقة.
في منتصف الستينيات من القرن الماضي، استخدم لامار هانت، مالك نادي كانساس سيتي تشيفس التابع لاتحاد كرة القدم الأمريكية، مصطلح «سوبر بول» للإشارة إلى مباراة البطولة بين الرابطة والاتحاد في اجتماعات الاندماج. قال هانت لاحقًا إن الاسم كان على الأرجح في رأسه لأن أطفاله كانوا يلعبون بلعبة سوبر بول؛ يُعرض نموذج قديم للكرة في قاعة مشاهير كرة القدم المحترفين في كانتون، أوهايو. في 25 يوليو 1966، كتب هانت إلى مفوض اتحاد كرة القدم الأميركي بيت روزيل «لقد أطلقت عليه بمزاح اسم سوبر بول، والذي من الواضح أنه يمكن تحسينه».
اختار مالكو البطولات اسم مباراة البطولة بين الاتحاد والرابطة، ولكن في يوليو 1966، نقلت صحيفة كانساس يتي ستار عن هانت في مناقشة سوبر بول «هذا هو المصطلح الذي أستخدمه في لعبة البطولة بين الدوريين»، وبدأت وسائل الإعلام على الفور باستخدام المصطلح. رغم إعلان الدوري في عام 1967 أن المصطلح لا يحبذه الكثير من الناس، وطلب اقتراحات وفكر في بدائل مثل ميرجر بول و«اللعبة»، إلا أن وكالة أسوشيتيد برس ذكرت أن مصطلح سوبر بول نمى ونمى ونمى، حتى وصل إلى النقطة التي كان هناك أسبوع سوبر، الأحد السوبر، الفرق السوبر، اللاعبون السوبر، إلى ما لا نهاية. استخدم سوبر بول رسميًا بداية من المباراة السنوية الثالثة.

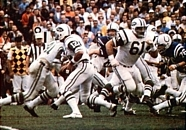
كان الجتس أول فريق تحت مظلة الرابطة الأمريكية لكرة القدم يفوز بالسوبر بول (سوبر بول 3) متغلبين على الكولتس.

تُستخدم الأرقام الرومانية لتحديد كل لعبة سوبر بول، بدلًا من السنة التي تقام فيها، منذ الإصدار الخامس، في يناير 1971. حدث الاستثناء الوحيد لتقليد اصطلاح التسمية هذا مع سوبر بول 50، الذي لُعب في 7 فبراير، 2016 ، بعد الموسم العادي لعام 2015، والعام التالي، عادت التسمية إلى الأرقام الرومانية سوبر بول LI، بعد موسم 2016 العادي.
بعد فوز غرين باي بيكرز التابع لاتحاد كرة القدم بأول حدثين من سوبر بول، خشي بعض مالكي الفريق على مستقبل الاندماج. في ذلك الوقت، شكك الكثيرون في القدرة التنافسية لفرق دوري كرة القدم الأمريكية مقارنة مع نظرائهم في اتحاد كرة القدم الأميركي، على الرغم من أن هذا التصور تغير عندما هزم فريق نيويورك جيتس فريق اتحاد كرة القدم الأميركي بالتيمور كولتس في سوبر بول الثالث في ميامي. بعد عام واحد، هزم فريق كانساس سيتي تشيفس من دوري كرة القدم الأمريكية فريق مينيسوتا فايكنغز 23-7 من رابطة كرة القدم الأمريكية في سوبر بول الرابع في نيو أورلينز، والتي كانت المباراة النهائية لبطولة اتحاد كرة القدم الأمريكية - اتحاد كرة القدم الأمريكية قبل الاندماج. بداية من موسم 1970، أعاد اتحاد كرة القدم الأميركي تنظيم قسمين؛ ستشكل فرق دوري كرة القدم الأمريكية السابقة بالإضافة إلى ثلاثة فرق من رابطة كرة القدم الوطنية (بالتيمور كولتس، وبيتسبرغ ستيلرز، وكليفلاند براونز) قسم دوري كرة القدم الأمريكية، بينما تشكل أندية رابطة كرة القدم الأمريكية المتبقية قسم رابطة كرة القدم الوطنية. يلعب أبطال القسمين ضد بعضهم في مباراة السوبر بول.

## التكلفة والأرباح
تجلب السوبربول للمدينة المضيفة الأرباح بالملايين حيث يأتي الجمهور من مدن ودول مختلفة للمشاهدة مما يجلب للمدينة المضيفة واقتصادها الارباح الطائلة. حيث تكلفة أقل بطاقة دخول للمباراة تتراوح ما بين 2000 إلى 2500 دولار أمريكي، وبسبب المشاهدة العالية من قبل الملايين في الولايات المتحدة الأمريكية وحول العالم. فإن الإعلانات خلال المباراة هي الأغلى، حيث بلغ سعر الدقيقة الواحدة 5 ملايين دولار. مما جعل السوبر بول تسجل أرباح هائلة لشبكات الاعلام المحلية والعالمية.
وفيما بين الشوطين يقام حفل يتكلف الملايين، ففي سنة 2012 حيث اقيمت السوبربول في مدينة إنديانابوليس، إنديانا كان الحفل أو ما يسمى (هاف تايم شو)مؤلفا من مادونا ومغنيين اخرين.

## المشاهدة التلفزيونية
بلغت اعداد مشاهدي السوبربول عام 2012 في الولايات المتحدة الأمريكية وحول أنحاء العالم أكثر من 111.3 مليون مشاهد، وإذيعت مباراة السوبربول في تلك السنة على قناة NBC في داخل الولايات المتحدة الأمريكية، وعلى قنوات أخرى في أوروبا وبقية أنحاء العالم.

## أكثر الفرق فوزا بالسوبربول
| الفريق              | عدد مرات الفوز |
| ------------------- | -------------- |
| بيتسبورغ ستيلرز     | 6              |
| نيوإنجلاند بيتريوتس | 6              |
| دالاس كاوبويز       | 5              |
| سان فرانسيسكو 49    | 5              |
| نيويورك جايانتس     | 4              |
| غرين باي باكرز      | 4              |
| كانساس سيتي تشيفز   | 4              |
| أوكلاند ريدرز       | 3              |
| واشنطن ردسكينز      | 3              |
| دنفر برونكوز        | 3              |
| إنديانا بوليس كولتس | 2              |
| ميامي دولفينز       | 2              |
| بالتيمور ريفنز      | 2              |
| لوس أنجلوس رامز     | 2              |
| تامبا باي بكانيرز   | 2              |
| فيلادلفيا إيقلز     | 2              |
| شيكاغو بيرز         | 1              |
| نيو أورليونز سينتنز | 1              |
| نيويورك جتس         | 1              |

## وصلات خارجية
- سوبر بول على موقع ميتاكريتيك (الإنجليزية)
- سوبر بول على موقع الموسوعة البريطانية (الإنجليزية)
- تاريخ السوبر بول من الموقع الرسمي للاتحاد الوطني لكرة القدم الأمريكية
- صحيفة ذي هوليود ريبورتر
- مقالة عن اهمية الاعلانات في هذه المباراة في صحيفة فلوريدا توداي نسخة محفوظة 4 يناير 2013 at Archive.is
- رابطة مشجعي كرة القدم الأمريكية في الساحل الغربي